# Хёкерт, Гуннар
Гуннар Микаэль Хёкерт (фин. Gunnar Mikael Höckert, 12 февраля 1910, Хельсинки — 11 февраля 1940, Карельский перешеек) — финский бегун на длинные дистанции. Олимпийский чемпион 1936 года в беге на 5000 метров. Экс-рекордсмен мира на дистанции 3000 метров — 8.14,8 и 2000 метров — 5.21,8. С 24 сентября 1936 года по 30 сентября 1937 года обладал мировым рекордом в беге на 2 мили — 8.57,4. 
Личный рекорд в беге на 1500 метров — 3.55,2, на дистанции 5000 метров — 14.22,2.
После 1936 года страдал от ревматизма и не сумел вернуться на прежний уровень.
Пошёл добровольцем в финскую армию, служил офицером и пал в бою за день до своего 30-летия во время советско-финской войны на Карельском перешейке.
Мировой рекорд Хёкерта на 3000 метров был побит шведом Хенри Юнссоном в августе 1940 года, через полгода после смерти Гуннара.